# Pečenica
Pečenica je vrsta sveže klobase. Vsebuje 15% mesnega testa ter 55% svinjskega mesa in odrezkov.
Pečenica je nemška klobasa. Ta rahlo prekajena sveža klobasa (nem. Bratwurst) je lahko precej dolga in bele barve. Delajo jo iz svinine in/ali teletine, slanine, mleka in nasekljane čebule. Je precej slana in obilno začinjena s poprom in muškatnim oreščkom.
Pečenico se kot jed lahko pripravlja pečeno na žaru ali praženo.